# I. Gheorghe Georgescu
I. Gheorghe Georgescu, romunski general, * 1894, † 1948.